# Међународни ПЕН центар
ПЕН је скраћеница за међународно удружење песника, есејиста и књижевника. Пуни назив организације на енглеском је „Poets, Essayists and Novelists”. Организација састоји се од појединих јединица (ПЕН центара) који делују у оквиру појединих земаља.

## Историја
Први ПЕН центар је основала у Лондону 1921. године књижевница Кетрин Ејми Досон Скот a Џон Голсворди је био први председник ове организације. Међу првим члановима били су Џозеф Конрад, Елизабет Крејг, Џорџ Бернард Шо и Херберт Џорџ Велс.
Чланови из петнаест националних клуба оснивају у Берлину 1926. године организацију „International PEN” која је после овога има седиште у Лондону. До 2005. године, формирано је 135 центара у више од сто држава. Неки од познатих председника међународног ПЕН-а били су Алберто Моравија, Хајнрих Бел, Артур Милер, Пјер Емануел, Марио Варгас Љоса и Ђерђ Конрад.

## Структура и статус
ПЕН Интернашонал има седиште у Лондону и састоји се од аутономних ПЕН центара у преко 100 земаља широм света, од којих је сваки отворен за писце, новинаре, преводиоце, историчаре и друге који се активно баве било којом грани књижевности, без обзира на националност, расу, боју коже, или религију.
То је невладина организација у формалним консултативним односима са Унеском и са специјалним консултативним статусом при Економском и социјалном савету Уједињених нација.

## Повеља
ПЕН сумира своју Повељу, на основу резолуција донетих на његовим међународним конгресима:
ПЕН потврђује да:
- Књижевност не познаје границе и мора остати заједничка валута међу људима упркос политичким или међународним превратима.
- У свим околностима, а посебно у време рата, уметничка дела, наслеђе човечанства у целини, треба оставити нетакнута националном или политичком страшћу.
- Чланови ПЕН-а у сваком тренутку треба да користе свој утицај у корист доброг разумевања и међусобног поштовања нација и људи; они се обавезују да ће учинити све што је у њиховој моћи да распрше сваку мржњу и да се залажу за идеал једног човечанства које живи у миру и једнакости у једном свету.
- ПЕН се залаже за принцип несметаног преношења мисли унутар сваке нације и између свих нација, а чланови се обавезују да ће се супротставити сваком облику сузбијања слободе изражавања у земљи и заједници којој припадају, као и широм света где год да је то је могућа. ПЕН се залаже за слободну штампу и противи се произвољној цензури у време мира. Верује да неопходан напредак света ка боље организованом политичком и економском поретку чини слободну критику влада, администрација и институција императивом. А пошто слобода подразумева добровољно обуздавање, чланови се обавезују да ће се супротставити таквим злима слободне штампе као што су лажно објављивање, намерна неистина и искривљавање чињеница у политичке и личне сврхе.

## Писци у затворском комитету
Међународни комитет ПЕН-а у затвору ради у име прогоњених писаца широм света. Основан 1960. године као одговор на појачане покушаје да се ућуткају гласови неслагања хапшењем писаца. Комитет писаца у затвору прати случајеве чак 900 писаца годишње који су затварани, мучени, којима је прећено, који су нападани, нестали, и убијени због мирног обављања своје професије. Он објављује двогодишњи списак случајева који документује кршења слободе изражавања против писаца широм света.
Комитет такође координира кампање чланства ПЕН Интернашонала које имају за циљ окончање ових напада и сузбијања слободе изражавања широм света.
Међународни комитет ПЕН писаца у затвору је један од оснивача Међународне размене слободе изражавања (IFEX), глобалне мреже од 90 невладиних организација која прати цензуру широм света и брани новинаре, писце, кориснике интернета и друге који су прогањани због вршења својих право на слободу изражавања.
Такође је члан IFEX-ове Туниске група за праћење (TMG), коалиције двадесет и једне организације за слободно изражавање која је почела да лобира код владе Туниса да побољша своје стање људских права 2005. године. Од догађаја Арапског пролећа који су довели до колапса туниске владе, TMG је радио на обезбеђивању уставних гаранција слободе изражавања и људских права у земљи.
Дана 15. јануара 2016, ПЕН Интернатионал се придружио организацијама за људска права де и Међународној кампањи за људска права у Ирану, заједно са седам других организација, у знак протеста против затворске казне 2013. и осуде 2015. музичара Мехдија Раџабијана и Јусефа Емадија, и филмског редитеља Хосеина Раџабијана, и позвао шефа правосуђа и друге иранске власти да одустану од оптужби против њих.
Салил Трипати је председавајући овог одбора.

## Награде у оквиру ПЕН-а
Различите чланице ПЕН-а нуде многе књижевне награде у широком спектру.

## Споменице
Гај дрвећа поред језера Берли Грифин чини међународни споменик ПЕН-а у Канбери, на територији главног града Аустралије. Посвета гласи: „Дух умире у свима нама који ћутимо пред тиранијом. Споменик је званично отворен 17. новембра 1997. године.
Скулптура од ливеног гвожђа под називом Сведок, коју је Енглески ПЕН наручио да обележи њихову 90. годишњицу, а креирао је Антони Гормли, стоји испред Британске библиотеке у Лондону. Приказује празну столицу, а инспирисана је симболом који енглески ПЕН већ 30 година користи да представља затворене писце широм света. Представљен је 13. децембра 2011. године.

## Bibliography
- Mauthner, Martin (2007). German Writers in French Exile, 1933–1940 (1st publ. изд.). London: Valentine Mitchell. ISBN 978-0-85303-540-4..
- Schaub, Michael (20. 7. 2016). „PEN America launches $75,000 book prize, one of the country's biggest”. Los Angeles Times.
- „PEN/Amazon.com Short Story Award Introduced”. The Write News. 9. 2. 2009. Приступљено 29. 8. 2012.
- „PEN/Amazon.com Short Story Award”. PEN American Center. Архивирано из оригинала 19. 10. 2012. г. Приступљено 29. 8. 2012.
- Celia McGee (12. 11. 2012). „Mehta Merge Master At Knopf”. New York Daily News. Приступљено 29. 8. 2012.[мртва веза]
- „Architectural Digest Award for Literary Writing on the Visual Arts Winners”. PEN American Center. Архивирано из оригинала 19. 10. 2012. г. Приступљено 29. 8. 2012.
- „Jerard Fund Award”. PEN American Center. Архивирано из оригинала 14. 10. 2008. г. Приступљено 29. 8. 2012.
- „Martha Albrand Award for the Art of the Memoir”. PEN American Center. Архивирано из оригинала 20. 12. 2009. г. Приступљено 29. 8. 2012.
- „Martha Albrand Award for First Nonfiction”. PEN American Center. Архивирано из оригинала 1. 9. 2012. г. Приступљено 29. 8. 2012.
- „Laura Berg's Letter”. New York Times. Times editors. 27. 4. 2008. Приступљено 28. 8. 2012.
- „Renato Poggioli Translation Award”. PEN American Center. Архивирано из оригинала 19. 10. 2012. г. Приступљено 29. 8. 2012.
- „Roger Klein Award for Career Achievement”. PEN American Center. Архивирано из оригинала 2012-10-19. г.
- „Willen Wins PEN/Klein Award”. Publishers Weekly. 22. 2. 2009. Приступљено 29. 8. 2012.
- „Roger Klein Award for Editing Winners”. PEN American Center. Архивирано из оригинала 19. 10. 2012. г. Приступљено 29. 8. 2012.
- „P.E.N. Awards Given To 2 Publishing Figures”. New York Times. 27. 11. 1984. Приступљено 29. 8. 2012.
- „PEN Center USA 2011 awards to feature Dave Eggers, Robert Pinksy”. LA Times. 7. 9. 2011. Приступљено 29. 8. 2012.
- „PEN Center USA Awards Center”. PEN Center USA. Архивирано из оригинала 29. 10. 2018. г. Приступљено 29. 8. 2012.
- „Vasyl Stus Freedom-to-Write Award”. PEN New England. Архивирано из оригинала 11. 2. 2012. г. Приступљено 29. 8. 2012.
- „Susan P. Bloom Children's Book Discovery Award”. PEN New England. Архивирано из оригинала 11. 9. 2011. г. Приступљено 29. 8. 2012.
- „Henry David Thoreau Prize”. PEN New England. Архивирано из оригинала 22. 04. 2023. г. Приступљено 29. 8. 2012.
- „Friend to Writers Award”. PEN New England. Архивирано из оригинала 11. 9. 2011. г. Приступљено 29. 8. 2012.
- „The Howard Zinn Award”. PEN New England. Архивирано из оригинала 22. 04. 2023. г. Приступљено 29. 8. 2012.
- „PEN Oakland Awards”. PEN Oakland. Архивирано из оригинала 4. 1. 2013. г. Приступљено 29. 8. 2012.